# Lenz család (nagysárosi)
A nagysárosi Lenz család egy római katolikus magyar Sáros vármegyei nemesi család, amely nagysárosi Lenz Albin (1878–1958) altábornaggyal halt ki fiú ágon.

## A család története
A nagysárosi Lenz család eredetileg egy római katolikus polgári származású család volt, amely a 19. században Nagysároson virágzott. Lenz József nagysárosi tímármester és Federer Magdolna fia, Lenz Győző katonai pályát választott magának, majd érdemeinek köszönhetően később nemességet szerzett az uralkodótól. Nagysárosi Lenz Győző (1849-1934) altábornagy, és felesége dezseri Tuláts Katalin, valamint közös fiuk, Lenz Albin (1878-1958) katonatiszt, 1915. november 12-én magyar nemességet, családi címert és a "nagysárosi" nemesi előnevet szereztek királyi adományban Ferenc József magyar királytól.
Nagysárosi Lenz Győző altábornagy, a III. osztályú vaskorona-rend lovagja, a katonai érdemkereszt, valamint számos kitüntetésnek a tulajdonosa feleségül vette a nemesi származású dezseri Tuláts Katalin (1850–†?) kisasszonyt, akinek a szülei dezseri Tuláts József (1804–1877) csütörtökhelyi uradalmi pénztárnok és zólyomi és királyfalvi Glós Mária (1811–1891) asszony voltak. Lenz Győző és Tuláts Katalin frigyéből egyetlenegy fiúgyermeke született: Albin, vezérkari ezredes, aki apja nyomdokait követve szintén katonai pályát választott magának. Nagysárosi Lenz Albin feleségül vette a nemesi származású özvegy dr. Fölser Istvánné kisfalusi és gombosfalvi Gombos Adrienne (1884–1959) asszonyt, akinek a szülei kisfalusi és gombosfalvi Gombos Béla (1842–1905), főszolgabíró, országgyűlési képviselő, földbirtokos és Popovits Berta voltak. Lenz Albin és Gombos Adrienne házasságából két leánygyermek született: nagysárosi Lenz Margit, akinek a férje, Orphanides János (1903–1993), okleveles gépészmérnök, valamint Tállay Ferencné nagysárosi Lenz Feodora. A nagysárosi Lenz család vezetékneve a két leányban kihalt.

## A családi címerleírás
"Álló csúcs kis talpú kékkel és vörössel hasított pajzs, melyben felül és alul egy-egy jobbra menő, kettős-farkú, vörös nyelvével kiölő arany oroszlán között a pajzs közepén egy stilizált ezüst rózsa lebeg. A pajzsra helyezett, szembenéző, koronás, nyílt lovagsisak dísze két egymást keresztező heggyel felfelé állított lovassági kard, a keresztezésnél zöld babérkoszorúval övezve". Takarók: vörös-arany, kék-arany.

## A család kiemelkedő tagjai
- nagysárosi Lenz Győző (Nagysáros, december 26.–Budapest, 1934. június 15.), altábornagy, a III. osztályú vaskorona-rend lovagja, a katonai érdemkereszt.[10]
- nagysárosi Lenz Albin (Eperjes, 1878. augusztus 19.–Budapest, 1958. augusztus 12.), altábornagy.[11][12]